# جون ر. باكلي
جون ر. باكلي هو سياسي أمريكي، ولد في 1932 في Rockland, Massachusetts ‏ في الولايات المتحدة، وتوفي في 21 يناير 2020. نشط حزبياً في الحزب الديمقراطي. وقد انتخب عضو مجلس نواب ماساتشوستس ‏.